# Aškelon
Aškelon (heb.: אַשְׁקְלוֹן‎; arap.: ٲشكلون‎, također عسقلان Asqalān; lat.: Ascalon; akad.: Isqalluna) priobalni je grad u južnoj pokrajini Izraela. Aškelon je antička luka koja datira još iz brončanog doba. Tijekom povijesti njime su vladali Kanaanci, Filistejci, Babilonci, Feničani, Rimljani, muslimani i križari. Uništili su ga Mameluci u drugoj polovini 13. st. Godine 1948. izbio je arapsko-izraelski rat. Arapsko selo Majdal, blizu Aškelona, bilo je na prvoj crti napada egipatskih snaga koje su imale bazu u Gazi. Selo su okupirale izraelske snage 5. studenog 1948. Arapski narod pobjegao je u Gazu zajedno s egipatskom vojskom. Aškelon je kao suvremeni izraelski grad (populacija: 108 900) utemeljen 1950. godine.

## Povijest

### Antika
Aškelon je bio najstarija i najveća luka u Kanaanu, jedan od “pet gradova” Filisteje, smješten sjeverno od Gaze i južno od Jafe. Arheološka iskapanja započela su 1985., a vodio ih je Lawrence Stager s Harvardskog sveučilišta. Otkrivene su naslage šljunka, duboke 15 m. Iz tog nagomilanog šljunka može se vidjeti cijela povijest Aškelona, ostaci naroda i kultura koje su se razvijale na tom mjestu smjenjujući jedna drugu: kanaanska, filistejska, fenička, perzijska, helenizam, Rimsko Carstvo, bizantska, islamska i križarski ratovi.
U najdubljim su slojevima grobnice predfeničkih Kanaanaca. Grad je izvorno sagrađen na pješčenjaku i dobro je opskrbljen podzemnim vodama. Kao antički grad bio je relativno velik: 15 000 ljudi živjelo je unutar zidina koje su bile duge 2,4 km, visoke 15 m i 50 m debele. Aškelon je bio na vrhuncu razvoja sredinom brončanog doba (2000. – 1550. pr. Kr.) površine veće od 607,000 m², s dominirajućim bedemima gradskim vratima sa slavolukom najstarijim na svijetu, a široka su 2,6 m. Vrata su činila tunel s bačvastim svodom od pravilno posloženih cigli obložen bijelom žbukom tako da je mogao podržavati nadgradnju. To je najstariji takav svod ikad pronađen. Bedemi iz brončanog doba bili su tako opsežni da ih kasnije koriste rimske i islamske utvrde, kao prostrani polukružni štit na kopnenoj strani. S mora je grad štitila visoka strma litica.
Unutar ogromnih bedema, u ruševinama svetišta, 1991. pronađeno je srebrno zavjetno tele. Tijekom razdoblja Kanaanaca postojao je put, širine više od 6,1 m, koji se od luke uspinjao prema bedemima i ulazio kroz vrata. U blizini grada, u ruševinama malog svetišta od terakote, pronađena je fino lijevana brončana figura teleta koja je bila izvorno posrebrena, a duga je 100 mm. Likovi teladi i bikova povezani su s kanaanskim štovanjem bogova Ela i Baala.
Pisma iz Amarne, iz 1350. pr. Kr, sadrže sedam pisama egipatskom faraonu od aškelonskog vladara, Yidye, koji je na neki način bio faraonov vazal. Kroz vrijeme od 15-20 godina Yidya je bio jedini vladar Aškelona. Jedno pismo faraona Yidyi naknadno je otkriveno u ranim 1900-im. Filistejci su osvojili Kanaanski Aškelon oko 1150. pr. Kr. Njihovo rano lončarstvo, oblici i vrste natpisa slični su onima iz ranogrčkog gradskog središta, Mikene, s grčkog otočja, što pridonosi hipotezi da su Filistejci mikenskog podrijetla i najvjerojatnije jedan od naroda s mora koji su u to vrijeme naseljavali, tj. osvajali istočnu obalu Sredozemnog mora. Aškelon je postao jedan od pet filistejskih gradova koji su stalno ratovali s Izraelcima i Judejskim kraljevstvom. Prema Herodotu, Afroditin hram u Aškelonu je bio najstariji takve vrste, imitiran čak i na Cipru. On također spominje da su ga opljačkali Skiti za vrijeme njihove premoći (vlasti) nad Medijcima (653-625 pr. Kr.).  Kada je ova golema morska luka, zadnji od filistejskih gradova koji su ratovali protiv Nabukodonozora II., konačno pala (604. pr. Kr.), bila je spaljena i uništena, a narod je odveden u izgnanstvo. Time je i završilo filistejsko doba. Aškelon je ubrzo obnovljen. Postao je važna helenistička luka]
Vjeruje se da je Aškelon mjesto rođenja Heroda Velikog. Josip Flavije pojašnjava da Aškelon nije bio sjedište Heroda Velikog 30. pr. Kr (Bell 1.396; Ant. 15.217), ali je on tamo dao sagraditi monumentalne građevine: kupališta, akvadukt, palače, fontane i velike kolonade. [3]
Tijekom križarskih ratova, Aškelon (poznat među križarima kao Ascalon) je bio važan grad zbog svoga položaja; blizu je mora nalazio se između križarskih država i Egipta. Godine 1099., nedugo nakon opsade Jeruzalema (1099.) egipatsku vojsku – fatimide, koja je trebala osloboditi Jeruzalem, porazili su križari u bitci kod Aškelona.  Sam grad križari nisu osvojili zbog unutarnjih sukoba među njihovim vođama. Ova bitka smatra se službenim završetkom Prvog križarskog rata. Do 1153. Fatimidi su napadali iznenada upadajući iz Aškelona u Jeruzalemsko Kraljevstvo što znači da je južna granica križarskih država bila stalno nestabilna.  Kao odgovor na ove provale na križarske države, kralj Fulk Jeruzalemski tijekom 1130. dao je sagraditi velik broj kršćanskih naselja oko grada kako bi suzbio opasnost od muslimanskih opsada. Godine 1148., tijekom druge križarske vojne, grad je bezuspješno pokušala osvojiti mala vojska križara koju nisu u potpunosti podržale križarske države. Godine 1150. fatimidi su utvrdili Aškelon 53 tornja jer je bio njihova najvažnija granična utvrda. Tri godine kasnije, nakon petomjesečne opsade, grad su osvojili križari vođeni Baldvin III. Jeruzalemskim. Tada je dodijeljen okrugu Jafe i tako se formirao okrug Jafe i Aškelona koji je postao jedan od četiri glavna područja Jeruzalemskog kraljevstva. Godine 1187. Saladin kurd vojni zapovjednik) pripaja Aškelon osvojenom teritoriju pobijedivši križare u bitci kod Hattina. Godine 1191., tijekom Trećeg križarskog rata, Saladin je razorio grad jer je bio strateški važan za kršćane, ali vođa križara, engleski kralj Rikard I. Lavljeg Srca, izgradio je kaštel na ruševinama. Aškelon je poslije ostao dijelom smanjenog teritorija križarskih država (Outremer) tijekom skoro cijelog 13. st. te ga je 1240-41. grof Rikard od Cornwalla obnovio i utvrdio kao dio križarske strategije poboljšanja obrane priobalnih područja. Egipćani ponovno napadaju Aškelon 1247. tijekom sukoba križara s As-Salih Ayyubom i tada je grad vraćen muslimanima. Godine 1250. u Egiptu je na vlast došla dinastija Mamluka. Antička i srednjovjekovna povijest Aškelona naglo je završila 1270. jer je mamlučki sultan Baybars naredio da se kaštel i luka koji su na tom mjestu razore. Posljedica tog uništenja bio je odlazak stanovništva.
Poslije križarskog osvajanja Jeruzalema šest starješina iz karaiti židovske zajednice u Aškelonu pomogli su otkupiti zarobljene Židove i svete relikvije od novih vladara Jeruzalema. U pismu karaitskih starješina iz Aškelona, koje je poslano židovskim starješinama u Aleksandriji, opisuje se sudjelovanje u otkupnini, te napori i iskušenja koja su podnijeli mnogi od tih oslobođenih zarobljenika.

## Suvremena povijest
Arapski grada al-Madžal (arapski: المجدل, hebrejski: אל - מג 'דל, מגדל; također se izgovara Madžal i Migdal) opisan je kao veliko selo u 16. stoljeću.1596. bio je šesti po veličini grad u Palestini, s 2795 stanovnika. [4] Tijekom arapsko-izraelskog rata 1948., grad je dosegao broj od oko 11.000 stanovnika. Bio je posebno poznat po snažnoj tekstilnoj industriji.
Ubrzo nakon deklaracije o državi Izrael, egipatska vojska okupirala je veći dio područja oko Gaze uključujući Majdal. Tijekom sljedećih nekoliko mjeseci, grad je bio predmet neprestanih izraelskih napada uključujući i bombardiranje iz zraka. Svi osim oko 1000 stanovnika pobjeglo je iz grada kada je bio osvojen od strane izraelskih snaga u operaciji Yoav 4. studenoga 1948. General Yigal Allon naredio je protjerivanje preostalih Arapa, ali lokalni zapovjednici nisu to učinili te se arapsko stanovništvo ubrzo povećalo na više od 2000 uglavnom zbog povratka izbjeglica u njihove domove. Tijekom iduće godine, Arapi su držani u zatvorenom području, te se vodila tajna rasprava o njihovoj sudbini. Neki, kao što je general Moshe Dayan i premijer David Ben-Gurion htjeli su ih protjerati, dok su drugi, poput lijeve manjinske stranke Mapam i izraelskog radničkog sindikata Histadrut, htjeli da ostanu. Vlada je odlučila da bi Arapi trebali ostati, ali samo konsenzualno, što je vlada možda učinila zbog rastućeg međunarodnog pritiska. Pozitivne promjene donijele su povoljniju razmjenu valute, dok su negativne promjene donijele maltretiranja, kao što su noćne racije. Prema Sabri Jiryis, arapskom izraelskom piscu i pravniku, dana 17. kolovoza 1950., sa stanovnicima grada bilo je postupano tako da ih se protjerivalo te je prva skupina odvedena kamionima do Pojasa Gaze [5], gdje su im se pridružili ostali njihovi zemljaci u izbjegličkim logorima. Do listopada 1950., samo 20 arapskih obitelji ostalo je, te se većina od njih kasnije preselila u Lod ili Gazu. [6] 
Izraelski nacionalni plan u lipnju 1949. odredio je Madžal kao lokaciju za regionalni urbani centar od 20.000 ljudi. Židovski useljenici i preostali demobilizirani vojnici naseljavali su se od 1949. u arapske domove i do prosinca židovska populacija narasla je do 2.500. Tijekom 1949., grad je preimenovan u Migdal Gazu, a zatim u Migdal Gad. Ubrzo nakon toga postao je Migdal Aškelon. 1953. obližnje naselje Afridar uključeno je u sklop grada te je usvojen naziv Aškelon. Do 1961., Aškelon je osamnaesti po veličini među izraelskim urbanim centrima s preko 24.000 stanovnika. Iste godine otvorena je bolnica Aškelon (kasnije preimenovana po ministru zdravstva Yisrael Barzilai).
Dana 12. ožujka 2008. Hamas je otvorio vatru iz Pojasa Gaze te je pogodio Aškelon čime je došlo do oštećenja stambenih objekata. Hamas je bio pouzdano sposoban napasti Aškelon čime je i obilježio to vrijeme. 10. srpnja 2016. godine obznanjeno je veliko arheološko otkriće filistejskog groblja u blizini Aškelona.

## Ekonomija
Aškelon je krajnja sjeverna točka transizraelske naftne mreže, koja donosi naftne proizvode iz Eliata. [2005.] otvoreno je u Aškelonu najveće svjetsko postrojenje u desolinizaciji vode s kapacitetom od 330000 metara kubičnih proizvedene vode dnevno. Projekt je proveo VID, konzorcij između Veolia Environnement i IDE Projekt ne samo da predstvalja najveće postrojenje za desolinizaciju vode u svijetu, nego i najnižu cijenu desolinizacije vode od 0,25 američkih dolara po m³.

## Obrazovanje
Grad ima 19 osnovnih i 9 srednjih škola. Jedna od aškelonskih škola je „Omanuqot“, što doslovce znači književnost, te podučava sve generacije od 6 do 18 godina. Aškelonski akademski studij otvoren je 1998. a pohađa ga nekoliko tisuća studenata.